# 張涉
张涉（?—?），唐朝蒲州（今山西省永济市西南）人。
张涉家中世代学儒，在国学为诸生讲说，转任国子博士。能写文章，曾请有关官署日试万言，时人称他为“张万言”。李适为太子时，任侍读，教授太子经书。李适即位为唐德宗，擢升他为翰林学士，常召入宫，咨询大小政事，恩礼丰厚，官至散骑常侍。后因举荐不当而被疏远。湖南都团练使辛京杲贿赂他的事发，被削官，逐放故里。